# Bolitoglossa vallecula
Bolitoglossa vallecula là một loài kỳ giông trong họ Plethodontidae.
Nó là loài đặc hữu của Colombia.
Các môi trường sống tự nhiên của chúng là các khu rừng vùng núi ẩm nhiệt đới hoặc cận nhiệt đới, đồng cỏ ở cao nhiệt đới hoặc cận nhiệt đới, vùng đồng cỏ, và các khu rừng trước đây bị suy thoái nặng nề.

## Hình ảnh

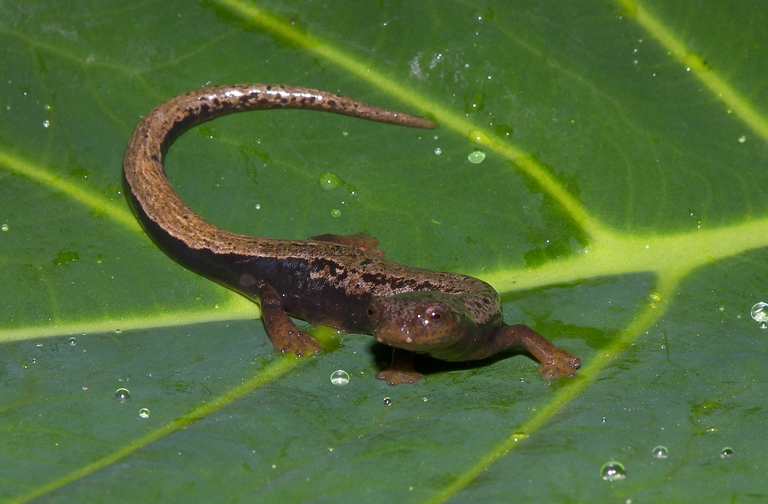